# Castello di Pallerone
Il castello di Pallerone è un edificio civile privato che si trova nell'omonima frazione di Pallerone ad Aulla, in provincia di Massa Carrara, nella Lunigiana.

## Storia e descrizione
Sorto sul fortilizio che proteggeva il piccolo borgo di Pallerone, l'edificio ha oggi l'aspetto di una sontuosa dimora seicentesca, che fu proprietà dei marchesi Malaspina di Olivola-Pallerone. La costruzione dell'edificio, iniziata alla fine del XVI secolo su iniziativa del marchese Alderano Malaspina, si sviluppò in diverse fasi nel corso del tempo, risultando in una struttura che appare come un insieme di progetti sovrapposti e incompleti, modificati per adattarsi ai cambiamenti delle epoche successive.
Nel 1816, il castello accolse il duca di Modena, Francesco IV, come documentato nel suo "Giornale dei viaggi". Inoltre, nel 1795, fu sede di un'importante riunione di tutti i marchesi Malaspina, i quali si appellarono all'imperatore per ottenere supporto contro le idee della Rivoluzione francese. Pressoché abbandonato, venne restaurato (ricreando alcune decorazioni ex-novo) tra il 2011 e il 2019. 
L'edificio ha una forma quadrangolare, con vari corpi che sono raccordati da un cortile centrale. Di particolare pregio è il salone tardo seicentesco, ornato da affreschi che combinano scene mitologiche con rappresentazioni della vita quotidiana del periodo, attribuiti al pittore Stefano Lemmi, un artista fivizzanese che lavorò anche sulla scena bolognese. Sul salone si affaccia anche una cappella privata.
Interessante è il giardino pensile, cinto e posto a un livello superiore del manto stradale, decorato dopo i restauri da un mosaico a quadricromia composto da ciottoli disposti secondo lo stile ligure.